# Per-Olof Rosén
Per-Olof Rosén, född 1944 i Stockholm, är en svensk målare.
Rosén studerade vid Konstfackskolan 1960-1963 och har efter studierna arbetat som konstnär på heltid. Han debuterade i större sammanhang i en utställning tillsammans med Ellinor Taube på Vispråmen Storken och har därefter ställt ut separat på ett flertal platser bland annat på Södra Teaterns foajé 1970, Galleri Strand 1975 och Galleri Origo 1982. Han har medverkat i samlingsutställningar på bland annat Borås konstmuseum, Gamla Rådhuset i Södertälje, Smålands museum i Växjö, N.W.T:s konsthall i Karlstad, Konstfrämjandet i Uppsala, Ulricehamns museum, Woodstock Gallery, London och Le Salon des Nations i Paris. Bland hans offentliga arbeten märks utsmyckningar för Sammankomsthallen i Strängnäs, Energiverket i Uppsala och Posten i Uppsala. Han har tilldelats ett flertal stipendium bland annat från Axel Bengtssons fond, Älvsborgs Läns landstings kulturstipendium 1980 och Statens arbetsstipendium, 1982 och 1983. Han var under en 13-årstid bosatt och verksam i Liared och flyttade därefter till ett konstnärskollektiv i Kumla. Rosén finns representerad vid Borås konstmuseum, Smålands museum, Älvsborgs och Kronobergs läns landsting samt Ulricehamn kommun, Ljungby kommun, Ängelholms kommun, och Folkets Hus i Uppsala.  